# Băile Olănești
Băile Olănești és una ciutat situada al comtat de Vâlcea (Romania). La ciutat administra vuit pobles: Cheia, Comanca, Gurguiata, Livadia, Mosoroasa, Olănești, Pietrișu i Tisa. Es troba a la regió històrica d'Oltènia.
Una part del parc nacional de Buila-Vânturarița es troba al territori de la ciutat.

## Història
La primera atestació documental d'Olnești data de 1527. Les aigües minerals d'Olnești s'esmenten per primera vegada en una carta de 1760 i s'anomenen aigües curatives. El 1873 les aigües minerals d'Olnești s'envien a l'exposició de Viena, obtenint la Medalla d'Or.

## Referències

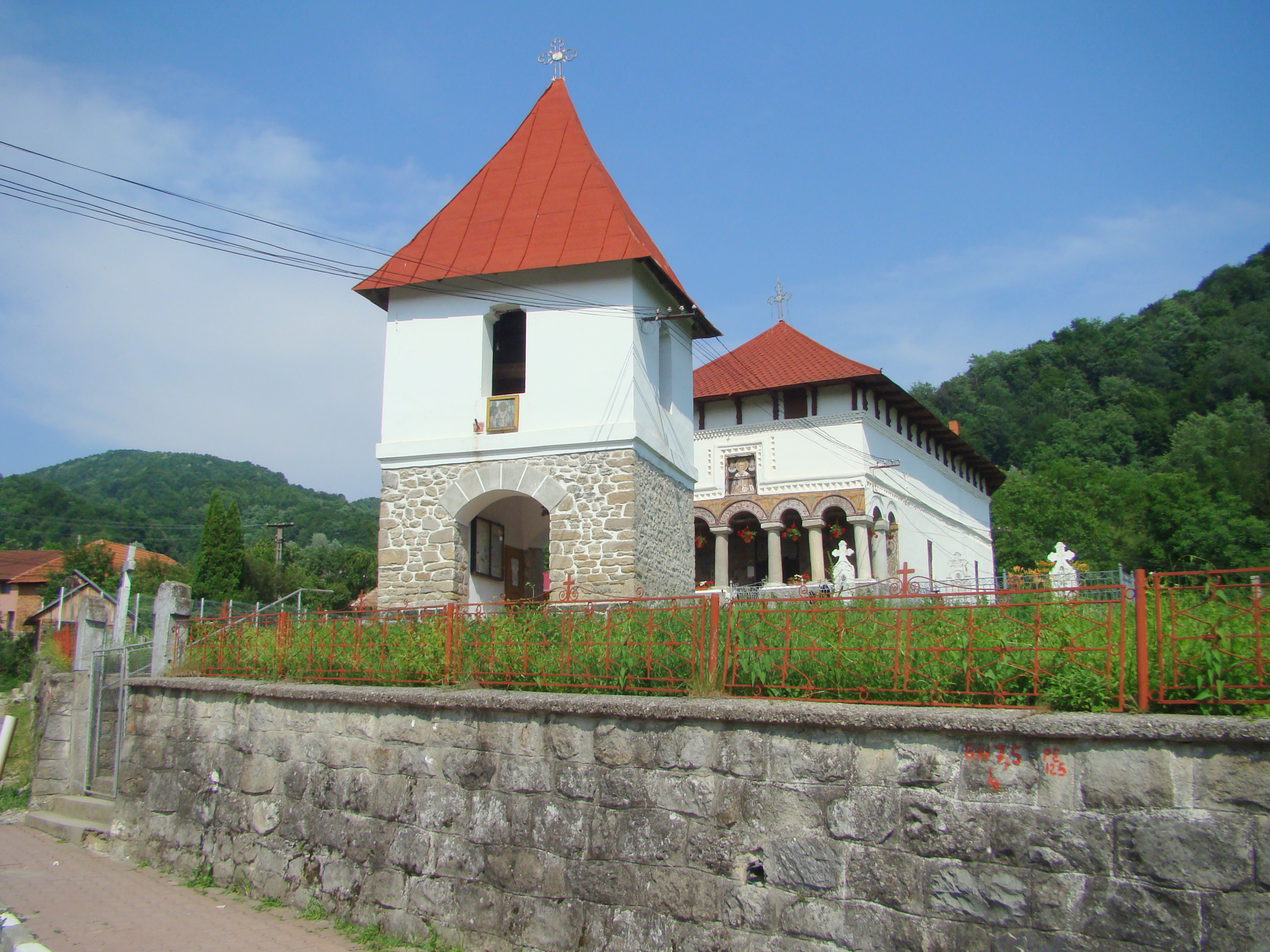
Església Sant Jerarquia Nicolau a Olănești

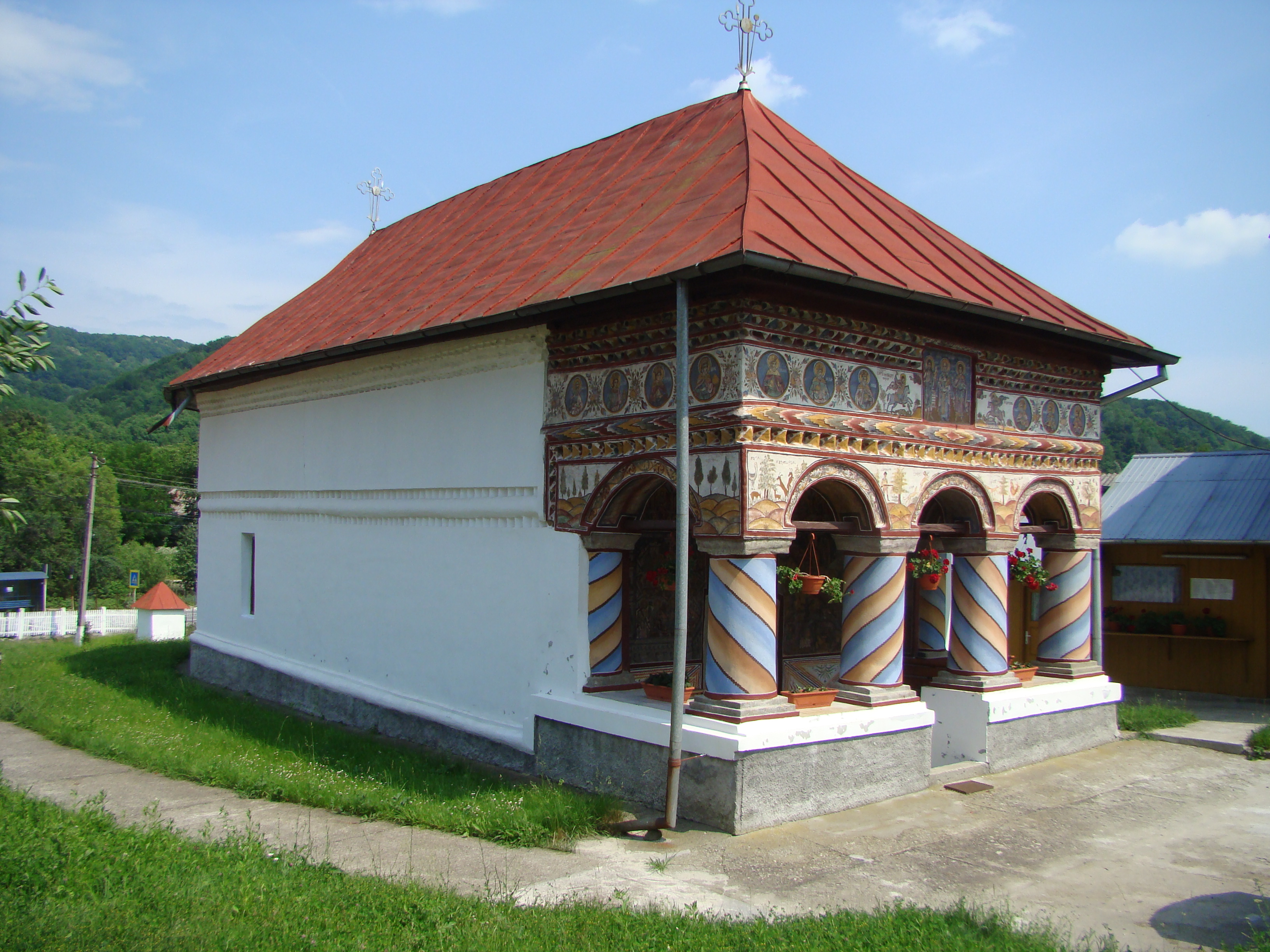
Església de Sant Joan Baptista a Olănești

## Fills il·lustres
- Constantin Pîrvulescu
- Iulian Șerban